# Episodi di Dragons (sesta stagione)
La sesta stagione della serie animata Dragons, la quarta sottotitolata Oltre i confini di Berk, composta da 13 episodi, è stata interamente pubblicata, negli Stati Uniti d'America, su Netflix il 17 febbraio 2017. 
In Italia la stagione è stata trasmessa in prima visione sul canale Boomerang, dall'11 al 17 dicembre 2017.
| nº | Titolo originale              | Titolo italiano                      | Pubblicazione USA | Prima TV Italia  |
| -- | ----------------------------- | ------------------------------------ | ----------------- | ---------------- |
| 1  | Defenders of the Wing: Part 2 | I paladini delle ali (seconda parte) | 17 febbraio 2017  | 11 dicembre 2017 |
| 2  | Gruff Around the Edges        | Testa Rude alla Riva del drago       | 17 febbraio 2017  | 12 dicembre 2017 |
| 3  | Midnight Scrum                | La taglia                            | 17 febbraio 2017  | 12 dicembre 2017 |
| 4  | Not Lout                      | Figlio di tanto padre                | 17 febbraio 2017  | 13 dicembre 2017 |
| 5  | Saving Shattermaster          | Un drago da salvare                  | 17 febbraio 2017  | 13 dicembre 2017 |
| 6  | Dire Straits                  | In brutte acque                      | 17 febbraio 2017  | 14 dicembre 2017 |
| 7  | The Longest Day               | Il sole di mezzanotte                | 17 febbraio 2017  | 14 dicembre 2017 |
| 8  | Gold Rush                     | La febbre dell'oro                   | 17 febbraio 2017  | 15 dicembre 2017 |
| 9  | Out of the Frying Pan         | Il sacro nido                        | 17 febbraio 2017  | 15 dicembre 2017 |
| 10 | Twintuition                   | Doppia visione                       | 17 febbraio 2017  | 16 dicembre 2017 |
| 11 | Blindsided                    | Colpi alla cieca                     | 17 febbraio 2017  | 16 dicembre 2017 |
| 12 | Shell Shocked: Part 1         | L'arma segreta (prima parte)         | 17 febbraio 2017  | 17 dicembre 2017 |
| 13 | Shell Shocked: Part 2         | L'arma segreta (seconda parte)       | 17 febbraio 2017  | 17 dicembre 2017 |